# ペチェット・トリネーゼ
ペチェット・トリネーゼ（伊: Pecetto Torinese）は、イタリア共和国ピエモンテ州トリノ県にある基礎自治体（コムーネ）。

## 地理

### 位置・広がり

#### 隣接コムーネ
隣接するコムーネは以下の通り。
- カンビアーノ
- キエーリ
- モンカリエーリ
- ピーノ・トリネーゼ
- トリーノ
- トロファレッロ

## 行政

### 分離集落
ペチェット・トリネーゼには、以下の分離集落（フラツィオーネ）がある。
- Tetti Rosero, Borgo San Martino, San Luca, Valle San Pietro, Eremo

## 経済・産業
酒類製造業者チンザノは当地で創業した。